# Takuro Okuyama
Takuro Okuyama (奥山 卓廊 Okuyama Takuro?, nacido el 27 de octubre de 1983 en Saitama) es un exfutbolista japonés. Jugaba de delantero y su último club fue el Mitsubishi Mizushima de Japón.

## Trayectoria

### Clubes
| Club                 | País  | Año  |
| -------------------- | ----- | ---- |
| Thespa Kusatsu       | Japón | 2007 |
| Mitsubishi Mizushima | Japón | 2008 |